# Henrik av Burgund

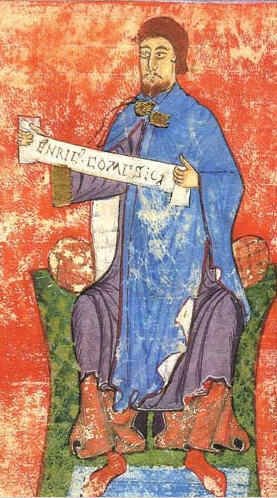
Henrik av Burgund.

Henrik av Burgund (portugisiska: Henrique de Borgonha), född 1066, död 1112, var greve av Portucale (1094–1112) i konungariket Leon och Kastilien, och stamfader för det äldsta portugisiska konungahuset.
Henrik var sonson till Robert I av Burgund, franske konungen Robert II av Frankrikes son, och stamfader för det äldre hertigliga burgundiska huset. Henrik stred i kastiliansk tjänst och fick konung Alfons VI:s dotter Teresa av Leon till fru samt erhöll 1095 grevskapet Portucale, vilket han erövrat från morerna.
Henrik stupade i strid mot morerna vid belägringen av Astorga, 1112. Hans son Alfons antog titeln konung av Portugal, under namnet Alfons I av Portugal.